# Синьори, Франческо
Франче́ско Синьо́ри (итал. Francesco Signori; род. 26 октября 1988, Милан) — итальянский футболист, полузащитник.

## Клубная карьера
Дебютировал в основной команде «Монтикьяри» в сезоне 2006/07, сыграв 9 матчей в Втором дивизионе Профессиональной лиги, четвёртом по значимости дивизионе Италии. В следующем сезоне перешёл в «Сампдорию». Последующие 3 года выступал на правах аренды в клубах: «Фолиньо», «Виченца», «Модена».
Летом 2011 года вернулся в расположение «Сампдории». На 18 июля находится на предсезонном сборе вместе со всей командой.

## Международная карьера
12 августа 2009 года главный тренер молодежной сборной Италии до 21 года Пьерлуиджи Казираги вызывал на матч против сборной России.